# Метаморфізм
Метаморфізм (від дав.-гр. μεταμορφόομαι — піддаюся перетворенню, перетворююся) — процес твердофазної мінеральної і структурної зміни гірських порід під впливом температури, тиску, підземних розсолів, часто в присутності флюїду. Виділяють ізохімічний метаморфізм — при якому хімічний склад породи змінюється неістотно, і неізохімічний метаморфізм (метасоматоз), для якого характерна помітна зміна хімічного складу породи в результаті перенесення компонентів флюїдом.

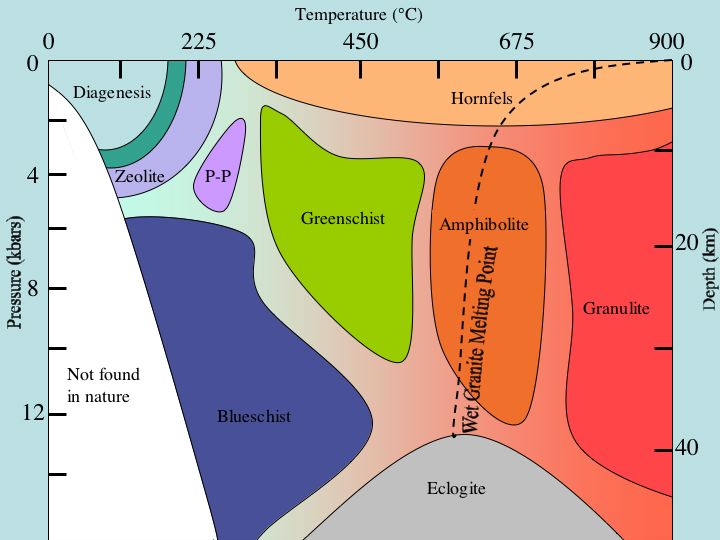
Метаморфічні фації температури і тиску

До основних фацій метаморфізму належать: фація зелених сланців (зеленокам'яна), амфіболітова, гранулітова. В результаті метаморфізму утворюються метаморфічні породи.

## Загальний опис
Метаморфізм (перетворення) гірських порід — це зміна їхнього мінерального складу, структури і текстури під дією фізико-хімічних процесів, обумовлених високими температурами, тисками та впливом термальних флюїдів. Термін метаморфізм (дав.-гр. μεταμορφισμός — перетворення) було введено в геологічну науку шотландським геологом Ч. Лаєллем у 1885 році.
Метаморфічні процеси зазвичай відбуваються в інтервалах температур 300—1100 °C і тисків 1—6000 атм. Метаморфізм охоплює перекристалізацію, мінералогічні та хімічні зміни в осадових, магматичних і раніше утворених метаморфічних породах, внаслідок чого всі вони перетворюються на метаморфічні гірські породи.
Генетичний сенс метаморфізму — у зміні первинного хімічного складу мінералів та зародженні нових мінералів, стійких у тих або інших фізико-хімічних умовах геологічного середовища. Під дією зовнішніх чинників (високі тиски й температури, термальні флюїди) відбувається часткова або повна перекристалізація гірських порід, що супроводжується докорінною перебудовою їхньої структури та текстури. Метаморфічні процеси є різноманітними як за формою проявів, так і за характером перетворень.
Перетворення гірських порід може відбуватися на контакті інтрузії з боковими породами (контактовий метаморфізм); в процесі дії термальних розчинів на породи-колектори (гідротермальний метаморфізм); внаслідок надвисоких тисків, що виникають на великих глибинах (динамометаморфізм), та за участю усіх цих факторів на величезних просторах у складчастих регіонах (регіональний метаморфізм).
Найпоширенішим видом метаморфізму гірських порід є регіональний метаморфізм, який характеризується трьома стадіями їхньої зміни:
1. Перша стадія (низький ступінь) відповідає слабкій зміні порід. Такі зміни відбуваються за помірних температур близько 500°C і тисках, що не перевищують 5000 атм. В цих умовах механічні процеси превалюють над хімічними настільки, що у метаморфізованих породах можуть ще залишатися мінерали, які вміщують воду.
2. Друга стадія (середній ступінь) метаморфізму, або мезометаморфізм, характеризується температурами від 500 до 1000 °C і тисками від 5000 до 10000 атм. Цій стадії відповідає повне зневоднення мінералів.
3. Третя стадія (найважливіший ступінь) метаморфізму, або катаметаморфізм, характеризується температурами більшими за 1000 °C і тисками, що перевищують 10000 атм. При цьому гідростатичний тиск суттєво зростає, а хімічна дія на гірські породи перевищує механічну. Кристалізація мінералів повна.

З метаморфічних порід найпоширенішими є кварцити (масивна порода, що майже цілком складається із зерен кварцу), різноманітні сланці (роговообманкові, хлоритові, талькові, слюдяні, глинисті, вуглисті і т. ін.), філіти, роговики, гнейси.

## Різновиди

За розміром ареалів розповсюдження метаморфічних порід, їх структурним положенням і причинами метаморфізму виділяють:
- Регіональний метаморфізм, який залучає значні об'єми земної кори і поширений на великих площах. У результаті регіонального метаморфізму утворюються метаморфічні сланці (філіти, слюдяні сланці, ґнейси, амфіболіти, піроксен-плагіоклазові сланці, еклогіти), кварцити і мармури. Цього типу метаморфізму зазнають геосинклінальні вулканогенні, вулканогенно-осадові і осадові відклади в ході еволюційного розвитку складчастих поясів.
- Контактовий метаморфізм приурочений до магматичних інтрузій і походить від тепла вистигаючої магми. Контактний метаморфізм відбувається в безпосередній близькості від інтрузій або екструзій магм під впливом на вмісні породи флюїдів і тепла. Метаморфізм в умовах підвищення температури супроводжується дегідратацією мінералів і називається прогресивним (Метаморфізм зворотного напряму називається регресивним).
- Динамометаморфізм відбувається в зонах розломів, пов'язаний зі значною деформацією порід. Причина — тиск при гороутворенні;
- Пірометаморфізм (термічний) — причина — висока температура;
  - Гідатопіроморфізм
- Піродинамометаморфізм — причина — висока температура і тиск;
- Гідротермальний метаморфізм — відбувається за участю гарячих водних розчинів;
- Імпактний метаморфізм — відбувається при різкому ударі метеорита об поверхню планети.

- Ендогенний та екзогенний метаморфізм.

Метаморфізм поділяється на ендогенний, що відбувається під впливом на породи тепла, флюїдів, а також тиску шарів Землі, і космогенний, що відбувається в астроблемах (великих метеоритних кратерах) при впливі на породи ударних хвиль, що породжуються падіннями великих метеоритів. Екзогенні процеси вивітрювання порід і літогенез при зануренні осадів на глибину в ході накопичення шаруватих товщ (діагенез, катагенез) в поняття метаморфізм не включаються.
Ендогенний метаморфізм поділяється на регіональний і контактний.
- Ізохімічний та алохімічний метаморфізм. Сланцева, ґнейсова, амфіболітова текстури метаморфічних порід зумовлені розвитком метаморфізму в умовах стресу (направленого тиску, що викликає складчастість і ін. деформації шаруватих товщ). З контактним метаморфізмом пов'язане утворення родовищ мармуру, корунду тощо. Метаморфізм завжди супроводжується істотними змінами хімічного складу порід. У тих випадках, коли ці зміни торкаються головним чином летких компонентів, метаморфізм умовно називають ізохімічним, при радикальніших змінах складу — алохімічним. При крайньому вираженні алохімічної природи метаморфізм за постійного об'єму використовується термін метасоматизм.

- Космогенний метаморфізм. Пов'язаний з різким короткочасним зростанням температур і тиску під впливом на породи ударних хвиль, що породжуються падіннями великих метеоритів. Він призводить до утворення імпактитів, в яких зустрічаються мінерали високого тиску (стишовіт, коесит, дрібні алмази і ін.) спільно з продуктами плавлення, деформації та дроблення мінералів первинних порід.

- Гідрометаморфізм — відбувається за участю води підземних надр.
- Хемометаморфізм — вторинні зміни в магматичних мінеральних комплексах, які відбуваються під впливом високої температури при наявності розчинників.

| Осадові породи            | Стадія цементації осадових порід | Стадії метаморфізму                   | Стадії метаморфізму              | Стадії метаморфізму                                 |
| Осадові породи            | Стадія цементації осадових порід | Епіметаморфізм                        | Мезаметаморфізм                  | Катаметаморфізм                                     |
| ------------------------- | -------------------------------- | ------------------------------------- | -------------------------------- | --------------------------------------------------- |
| Кварцева галька з глиною  | Кварцевий конгломерат            | Філітовий або серицитовий конгломерат | Конгломератово-слюдистий сланець | Конгломератовий гнейс і слюдистий сланцюватий гнейс |
| Кварцевий пісок із глиною | Пісковик                         | Серицитовий кварц                     | Слюдистий кварцит                | Кварцитоподібний гнейс                              |
| Чистий кварцевий пісок    | Кварцевий пісковик               | Кварцит                               | Сланцевий кварцит                | Перекристалізований кварцит                         |
| Глина                     | Глинистий сланець                | Філіт                                 | Слюдистий сланець                | Гнейс                                               |
| Мергель                   | Вапняковий сланець               | Вапняковий філіт                      | Вапняково-слюдистий сланець      | Гнейс із силікатами, що вміщують кальцій            |
| Чистий вапняк             | Напівкристалічний вапняк         | Тонкозернистий мармур                 | Грубозернистий мармур            | Крупнозернистий мармур                              |
| Торф                      | Кам'яне вугілля                  | Антрацит                              | Графіт                           | Графіт і (можливо) алмаз                            |